# Rodolfo Mendoza
Rodolfo Mendoza je argentinski hokejaški trener (hokej na travi). 
Bio je trenerom argentinskog ženskog predstavništva na više međunarodnih natjecanja.

## Sudjelovanja na velikim natjecanjima
- SP 1994.
- Panameričke igre 1995.
- izlučni turnir 1995. za OI 1996., 4. mjesto
- OI 1996. (7. mjesto)

## Vanjske poveznice
- (šp.) Clarín.com  Arhivirana inačica izvorne stranice od 4. rujna 2008. (Wayback Machine) Ellas son un clásico